# Louis-Gabriel Bellon
Louis-Gabriel Bellon (* 20. Oktober 1819 in Lille; † 20. Mai 1899) war ein französischer Antikensammler.
Er unternahm in den 1850er Jahren Ausgrabungen in den gallo-römischen und merowingerzeitlichen Gräberfeldern von Saint-Nicolas-les-Arras. Insbesondere war er aber ein begeisterter Sammler von Antiken und trug eine der größten Sammlungen von Tanagra-Figuren zusammen. Sein Sohn Paul (1844–1928) errichtete nach seinem Tode in Saint-Nicolas-les-Arras ein Museum, das jedoch im Ersten Weltkrieg zerstört wurde, ein großer Teil der Sammlung wurde vernichtet. Der Rest seiner Sammlung wurde 2009 in Vannes versteigert, 12 Stücke wurden vom Louvre erworben.